# Прокопп, Шандор
Шандор Прокопп (венг. Prokopp Sándor; 7 мая 1887 — 4 ноября 1964) — австро-венгерский и венгерский стрелок, олимпийский чемпион.
Шандор Прокопп родился в 1887 году в Кашша (современный Кошице в Словакии) в семье почтового работника. В 1891 году его семья переехала в Будапешт, где он впоследствии окончил юридический факультет Университета Пешта и стал работать юристом. 
В 1912 году на Олимпийских играх в Стокгольме, куда Шандор Прокопп отправился вместо отказавшегося от участия Гезы Хаммерсберга, он завоевал золотую медаль в стрельбе из армейской винтовки из трёх положений на дистанции 300 м. В 1924 году он участвовал в Олимпийских играх в Париже, но ни в стрельбе из винтовки, ни в стрельбе из скоростного пистолета не смог завоевать медалей.